# Szendrei Janka
Szendrei Janka (Budapest, 1938. december 14. – 2019. június 8.) Széchenyi-díjas zenetörténész, karnagy, egyetemi tanár.

## Élete
1962-ben a Liszt Ferenc Zeneművészeti Főiskola középiskolai énektanár és karvezető szakán diplomázott. 1981-ben a zenetudományok kandidátusa, majd 2004-ben az MTA doktora lett. 1962 és 1966 között az MTA Népzenekutató Csoportjának a gyakornoka, majd két év után a tudományos segédmunkatársa volt. 1966-tól a Zenetudományi Intézet munkatársa lett. 1969 és 2007 között a zeneművészeti főiskola tanárképzőjén népzenét tanított. 1974-től a Zenetudományi Tanszéken, 1991-től pedig az Egyházzene Tanszéken is oktatott. 2000 és 2007 között az Egyházzene Tanszék vezetője volt. 1997-től egyetemi tanár volt. Fő kutatási területe a középkori gregorián repertoár és kottaírás volt.
1970-ben Dobszay Lászlóval és Rajeczky Benjaminnal – elsősorban a gregorián zene, a késő középkori és liturgikus művek előadására – megalapította a Schola Hungarica énekkart, amellyel – a sikeres hazai fellépéseken kívül – vendégszerepelt többek között Ausztriában, Olaszországban, Franciaországban, Svédországban, Csehországban és Svájcban. Az együttessel számos hangfelvételt készített, és sok elismerést aratott itthon és külföldön.

## Művei
- Szendrei Janka–Dobszay László–Rajeczky Benjamin: XVI-XVII. századi dallamaink a népi emlékezetben I-II.; Akadémiai, Bp., 1979
- A magyar középkor hangjegyes forrásai; MTA Zenetudományi Intézet, Bp., 1981 (Műhelytanulmányok a Magyar zenetörténethez)
- Középkori hangjegyírások Magyarországon A magyar notáció története Német neumaírások Magyarországon / Mittelalterliche Choralnotationen in Ungarn; MTA Zenetudományi Intézet, Bp., 1983 (Műhelytanulmányok a Magyar zenetörténethez)
- Dobszay László–Szendrei Janka: A magyar népdaltípusok katalógusa Stílusok szerint rendezve; MTA Zenetudományi Intézet, Bp., 1988
- Szendrei Janka írásai; Liszt Ferenc Zeneművészeti Főiskola Egyházzenei Intézete, Bp., 1999
- A "mos patriae" kialakulása 1341 előtti hangjegyes forrásainak tükrében; Balassi, Bp., 2005

## Díjai, elismerései
- Szabolcsi Bence-díj (1998)
- Akadémiai Díj (2000, megosztott)
- Kulturális Örökség Nagydíja (2007)
- Széchenyi-díj (2009)